# Mahmoud Reda
Mahmoud Reda (arabisch محمود رضا, DMG Maḥmūd Riḍā; * 18. März 1930 in Kairo; † 10. Juli 2020) war ein ägyptischer Tänzer und Choreograf und einer der Begründer des ägyptischen Tanztheaters.
Reda nahm 1952 als Turner an den Olympischen Spielen in Helsinki teil und belegte mit der ägyptischen Mannschaft den 16. Platz.
Mahmoud Reda war Gründer des Tanz- und Folkloreensembles Reda Troupe, das er lange Jahre leitete und das viele weltbekannte Tänzerinnen hervorbrachte. Er studierte die Folklore seiner Heimat und brachte sie mit seinem Ensemble in Bühnenfassungen zur Aufführung. Seine Choreografien in ägyptischen Filmen der 1960er Jahre beeinflussten wesentlich die Entwicklung des Orientalischen Tanzes in seiner Bühnenform.